# 미나미야시로역
미나미야시로역(일본어: 南矢代駅, みなみやしろえき 미나미야시로에키[*])은 일본 효고현 단바사사야마시에 위치한 서일본 여객철도의 역이다.

## 역 구조
상대식 승강장으로 2면 2선의 지상역이다. 무인역이지만 이코카 및 제휴 교통카드의 사용이 가능하며 자동발권기 및 자동개찰기가 설치되어 있다. 양 승강장은 과선교를 통해 연락되어 있다.

### 승강장
| 1 | ■ JR 다카라즈카 선 | 사사야마구치 · 후쿠치야마 방면 |
| 2 | ■ JR 다카라즈카 선 | 산다 · 다카라즈카 방면         |

## 역사
- 1955년 10월 24일: 개업
- 1987년 4월 1일: 민영화에 의해 서일본 여객철도의 소속이 되었다.
- 2003년 11월 1일: 이코카의 사용이 개시되었다.

## 인접정차역
| 서일본 여객철도 후쿠치야마 선 | 서일본 여객철도 후쿠치야마 선 | 서일본 여객철도 후쿠치야마 선 |
| ----------------------------- | ----------------------------- | ----------------------------- |
| 후루이치 오사카 방면          | ■ JR 다카라즈카 선            | 사사야마구치 후쿠치야마 방면  |